# Cocculus diversifolius
Cocculus diversifolius és una planta nativa dels estats estatunidencs d'Arizona, Nou Mèxic i Texas, a part de bona part de Mèxic. Rep el nom de sarsaparilla o correjuela. Pot arribar a mesurar 3 metres d'alçada. Té unes flors de color blanc a groc i un fruit lila fosc que pot fer fins a 6 mm de diàmetre.